# Dufourea trautmanni
Dufourea trautmanni là một loài Hymenoptera trong họ Halictidae. Loài này được Dusmet y Alonso mô tả khoa học năm 1935.